# Mariä Unbefleckte Empfängnis (Burgtreswitz)

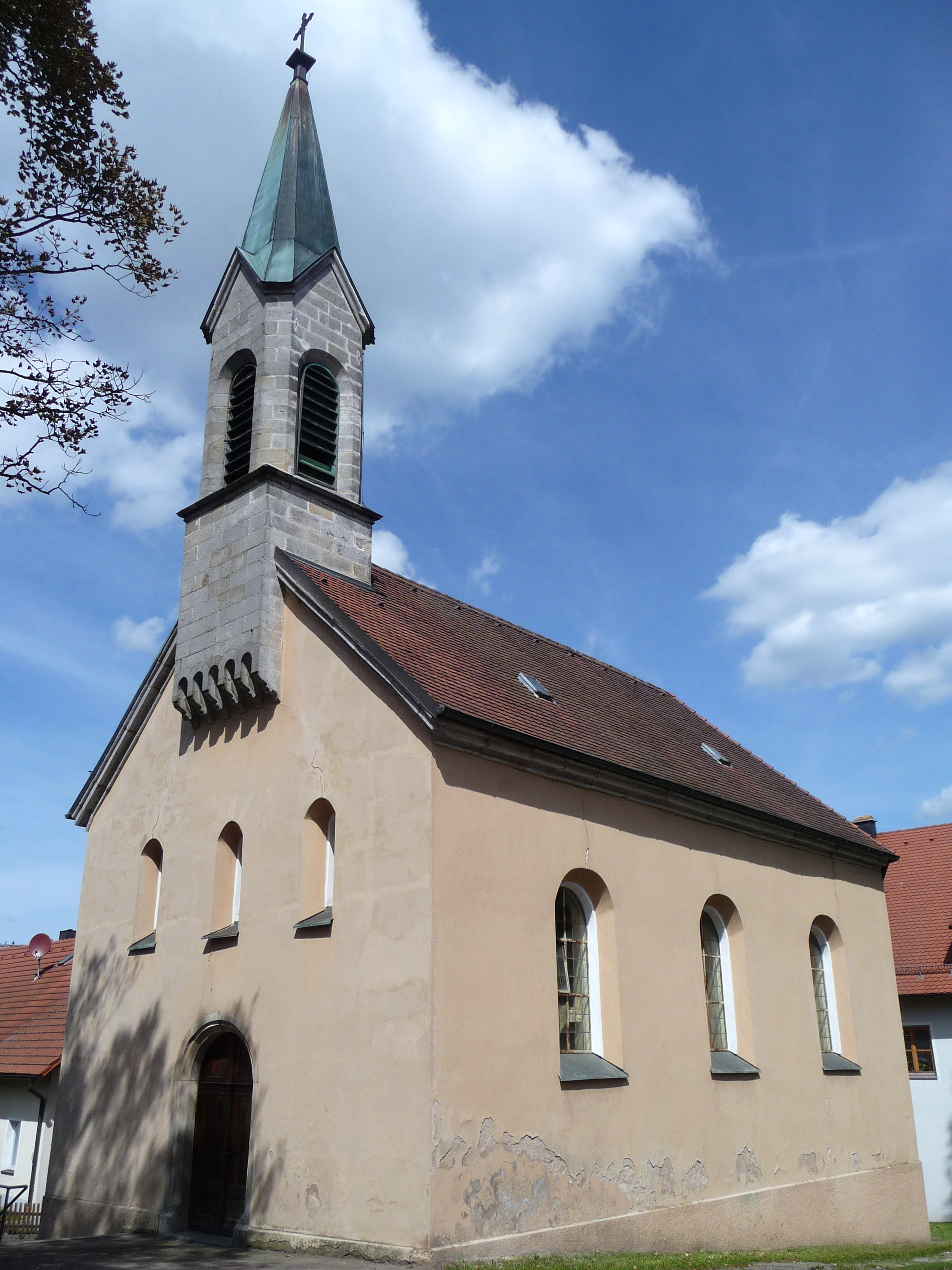
Kirche Mariä Unbefleckte Empfängnis in Burgtreswitz (2009)

Die Kirche Mariä Unbefleckte Empfängnis in Burgtreswitz ist heute eine Filialkirche der römisch-katholischen Pfarrei Moosbach. Die Kirche liegt in dem Ortsteil Burgtreswitz im Oberpfälzer Landkreis Neustadt an der Waldnaab (Kirchplatz).

## Geschichte
Eine Schlosskapelle wird bei der Beschreibung des Schlosses von 1788 erwähnt. Reste der alten Burgkapelle sind heute noch im Burghof sichtbar. Die Kapelle selbst wurde in der kalvinistischen Zeit abgebrochen. Pfalzgraf Friedrich III. hatte in einer Kirchenordnung die Vernichtung aller Bilder, die Entfernung der Altäre und der Taufsteine angeordnet; statt der Oblaten sollten beim Abendmahl Semmeln und anstatt des Kelches sollte ein einfaches Trinkgeschirr verwendet werden. Offensichtlich wurde die Burgkapelle aber in der Zeit der Gegenreformation wieder in Stand gesetzt, denn 1628 gibt es eine Anfrage des Pflegers Schadt, ob der Pfarrer von Moosach wieder hier Messe halten soll. Von der Kaplanei Burgtreswitz sind Abgaben an den Pfarrer von Moosach bezeugt, ebenso Einnahmen aus zwei wöchentlich gelesenen Messen, die aus der Erckbrechthausen’schen Stiftung finanziert werden. 1785 wurde eine Tür vom Burghof in die Sakristei ausgebrochen, damit die Leute besser ein- und ausgehen konnten.
Von 1857 bis 1859 wurde von der Gemeinde Burgtreswitz eine neugotische Kirche als Ersatz für die zugrunde gegangene Schlosskapelle errichtet. Dazu wurden vier Stiftsmessen genehmigt.
1908 wurde die Kirche durch den Maler Steiniger aus Vohenstrauß renoviert. Weitere Renovierungen sind in den Jahren 1955 und 1972–1974 durchgeführt worden. Die Genehmigung zur Aufbewahrung des Allerheiligsten wurde 1960 gegeben. Da sich in der Kirche strukturelle Schäden zeigten, ist sie derzeit (2024) für den Gottesdienst geschlossen.

## Inneneinrichtung
Die denkmalgeschützte Inneneinrichtung stammt offensichtlich aus der alten Schlosskapelle. Der Altar enthält in der Mitte eine Figur der Maria als Unbefleckte Empfängnis, links und rechts von gedrehten Säulen umrahmt. Zur Rechten deren Mutter Anna und zur Linken ihren Vater, den Hl. Joachim. Im Altarauszug steht eine Statue der Hl. Barbara, der Patronin der Artillerie und der Bergleute. Im barocken Stil ist auch die Kanzel mit den vier Evangelisten und einem als Krone gehaltenen Schalldeckel gestaltet.

## Glocken
Von den zwei Glocken der Schlosskapelle war eine zersprungen; diese wurde an die Glockengießerei Spannagl in Regensburg gegeben und neu gegossen. Im Zweiten Weltkrieg musste auf Beschluss der Reichsstelle für Metalle vom 22. Mai 1942 eine Glocke abgeliefert werden. In der Zwischenzeit hat die Kirche wieder zwei Glocken mit einem elektrisch betriebenen Geläute.